# ISO 14006
La norma ISO 14006 "Environmental management systems -- Guidelines for incorporating ecodesign," in italiano "Sistemi di gestione ambientale - Linee guida per l'integrazione dell'ecodesign", è una norma internazionale che specifica le linee guida per aiutare le organizzazioni ad istituire, documentare, attuare, mantenere attiva e migliorare in modo continuo la loro gestione dell ecodesign come parte del sistema di gestione ambientale. La norma è destinata ad essere utilizzata da quelle organizzazioni che hanno attuato un sistema di gestione ambientale in conformità alla ISO 14001, ma può aiutare ad integrare l'ecodesign in altri sistemi di gestione. La linea guida è applicabile a qualsiasi organizzazione indipendentemente dalle sue dimensioni o attività.

## Storia
La ISO 14006 è stata sviluppata dall'ISO/TC 207/SC1 Environmental management systems, ed è stata pubblicata per la prima volta nel luglio 2011.. in Italia è stata recepita a settembre 2011 come UNI EN ISO 14006.
Nel gennaio 2020 è stata pubblicata la 2ª edizione come ISO 14006:2020.
L'ISO/TC 207 è stato costituito nell'anno 1993.

## Principali requisiti della norma
La ISO 14006 adotta uno schema in 5 capitoli nella seguente suddivisione:
- 1 Scopo
- 2 Norme di riferimento
- 3 Termini e definizioni
- 4 Ruolo dell'alta direzione nell'ecodesign
- 5 Linee guida per incorporare l'ecodesing nell'EMS
- 6 Attività di ecodesign nella progettazione e sviluppo di prodotti

## Cronologia
| Anno | Descrizione             |
| ---- | ----------------------- |
| 2011 | ISO 14006 (1ª Edizione) |
| 2020 | ISO 14006 (2ª Edizione) |